# Super Best Friends
Super Best Friends is aflevering 68 van de Comedy Central serie South Park, uitgezonden op 4 juli, 2001.

## Verhaal
David Blaine, een straatgoochelaar, komt naar South Park en maakt indruk op de bewoners van de stad, onder wie Kyle, Stan, Cartman en Kenny. De jongens worden snel lid van zijn club. Die club blijkt een hele sekte te zijn, de Blaintology. Stan vindt het maar niks en verlaat de sekte al snel. Maar zijn vriend Kyle weigert Stan te volgen. Kyle verbreekt zelfs hun vriendschap. Als Stan terug in South Park is zoekt hij de hulp van de Jezus.
Op een grote show van Blaine in Denver verschijnt Jezus en daagt Blaine uit door een van zijn beroemde wonderen, het wonder van de broden en vissen, te doen. Maar dat wonder is niet echt overtuigend, hij heeft iedereen in het publiek laten omdraaien draaien, terwijl hij het uitvoert, en Blaine slaagt erin om het publiek voor zich te winnen met veel krachtiger bezweringen. Jezus beseft dat hij hulp nodig heeft. Hij roept de Super Best Friends bijeen. Dat is een groep van profeten, zoals Krishna, Laozi, Boeddha, Mohammed, Joseph Smith en Sea Man, die de andere personages "Zaadcel" noemen. Zij strijden tegen het kwaad, met uitzondering van de Boeddha, want die gelooft niet in het kwaad.
De Blaintologisten pleiten intussen bij de regering om een heffingskortings-status te krijgen, dan zouden ze een echte religie worden en niet meer te stoppen zijn. Omdat dat wordt geweigerd, worden alle Blaintologisten verzameld en wordt verteld dat ze in Washington D.C. een massale zelfmoord moeten plegen. Kyle realiseert zich nu dat deze sekte slecht is, maar als hij probeert Cartman ervan te overtuigen dat ze moeten vluchten, verraadt Cartman Kyle. Kyle wordt in een glazen zeepbel opgesloten en Blaine zelf vertelt, dat hij zal worden gedood bij de massale zelfmoord. Als de Super Best Friends horen van de massale zelfmoord, raadplegen zij Mozes, eerder gezien in de aflevering Jewbilee, voor advies.
In DC beginnen de Blaintologisten zichzelf te verdrinken in de Lincoln Memorial Reflecting Pool, ook al is het slechts ongeveer een meter diep, en Cartman zet een tuinslang in de glazen zeepbel van Kyle aan om hem te vullen met water en zo Kyle te doden. De Super Best Friends arriveren, maar Blaine brengt het Lincoln Memorial tot leven om tegen de Super Best Friends te vechten.
Ondertussen gaat Stan op zoek naar zijn vrienden. Hij vindt Kenny verdronken in het zwembad en roept: "Oh my God, they killed Kenny!" en Kyle schreeuwt: "You bastards!" Stan herhaalt de zin in stijl van het Marco Polo-spel om Kyle te vinden. Om het Lincoln Memorial te vernietigen creëren de Super Best Friends een gigantisch standbeeld van John Wilkes Booth en die schiet dan het standbeeld van Blaine in het hoofd. Het standbeeld valt en Kyles zeepbel wordt vernietigd. Het zwembad wordt bevroren.
Cartman is er niet in geslaagd om zichzelf te doden, omdat hij dat eigenlijk niet wil. Blaine vervloekt de Super Best Friends voor het ruïneren van zijn plannen en vliegt weg in een raket. Stan zegt dat elke religie, die mensen dwingt om geld uit te geven of zichzelf te doden, eigenlijk een sekte is. Kyle maakt het goed met Stan. De Super Best Friends vliegen dan weg, wachtend tot de wereld hun steun weer nodig heeft.

## Verwijzingen
De hele uitzending is een parodie op Scientology; in de aflevering Trapped in the Closet uit 2005 komt dit onderwerp nogmaals aan bod.

## Trivia
Deze aflevering, samen met 200 en 201 zijn niet te zien op South Park Studios. Dit in verband met de afbeelding van Profeet Mohammed en de daaropvolgende dreigementen van de moslimgemeenschap.